# Mathematisch-technischer Softwareentwickler
Der Mathematisch-technische Softwareentwickler (MATSE) ist in Deutschland seit 1. August 2007 ein staatlich anerkannter Ausbildungsberuf nach Berufsbildungsgesetz.

## Entstehungsgeschichte des Berufsbildes
Das neue Berufsbild Mathematisch-technischer Softwareentwickler geht ursprünglich auf den Ausbildungsberuf Mathematisch-Technischer Assistent (MaTA) aus dem Jahr 1965 zurück. Zu dieser Zeit gab es noch kein Gesetz, das die Richtlinien für Ausbildungsberufe festlegte, so dass es zunächst kein bundeseinheitliches Profil des MaTA gab. Mit dem ersten Inkrafttreten des Berufbildungsgesetzes am 1. September 1969 wurden jedoch nach und nach alle Berufe neugeordnet. Aufgrund dieser Entwicklung wurde im Jahr 2006 der Ausbildungsberuf des MaTA neu geordnet. Aus diesem Prozess entwickelte sich der neue Ausbildungsberuf Mathematisch-technischer Softwareentwickler.

## Arbeitsgebiete
Gemäß dem Bundesinstitut für Berufsbildung (BIBB) kann das Arbeitsgebiet des Mathematisch-technischen Softwareentwicklers wie folgt beschrieben werden:
Mathematisch-technische Software-Entwickler sind in Betrieben unterschiedlicher Größe und Art tätig, wie Wirtschaftsunternehmen, Forschungseinrichtungen, Rechenzentren und Hochschulen. Ihre Hauptaufgabe ist die Konzeption, Realisierung und Wartung von Software-Systemen auf Basis mathematischer Modelle.

## Ausbildungsinhalte und berufliche Qualifikationen
Hier ein Auszug der beruflichen Qualifikationen, welche Mathematisch-technische Softwareentwickler während ihrer Ausbildung erlernen:
- Anwendung mathematischer Modelle zur Lösung von Problemen aus Informatik, Technik, Naturwissenschaften und Wirtschaft sowie deren programmtechnischer Umsetzung
- Analyse von Problemstellungen sowie Entwicklung und formalisierte Beschreibung von Modellen im Bereich der Softwareentwicklung
- Planung und Durchführung von Qualitätssicherungsmaßnahmen
- Verwendung von gängigen Testprinzipien und -verfahren sowie adäquater Einsatz von Testtools
- fachübergreifende Kommunikation und Arbeit in interdisziplinären Teams
- Anwendung von Methoden des Projektmanagements
- Beratung und Schulung von Anwendern

## Prüfung und Abschluss
Die Ausbildung zum Mathematisch-technischen Softwareentwickler beinhaltet eine Zwischen- und eine Abschlussprüfung.

### Zwischenprüfung
Die Zwischenprüfung, zur Mitte des zweiten Ausbildungsjahres, bezieht sich auf die im ersten Ausbildungsjahr erlernten Fertigkeiten, Kenntnisse und Fähigkeiten und findet in den Prüfungsbereichen Mathematische Methoden sowie Objektorientierte Modelle und Algorithmen statt. Die Zwischenprüfung dient der Leistungsfeststellung des Auszubildenden. Die Bewertung geht, anders als bei einer Gestreckten Abschlussprüfung nicht in die Abschlussnote ein.
Im Prüfungsbereich Mathematische Modelle weist der Auszubildende nach, dass er bei vorgegebenen mathematischen Modellen anwendungsbezogene Aufgaben lösen sowie die Ergebnisse darstellen und bewerten kann. Er bearbeitet dazu in 60 Minuten schriftliche Aufgaben. Im Prüfungsbereich Objektorientierte Modelle und Algorithmen weist er nach, dass er vorgegebene
Lösungsalgorithmen programmieren sowie Programme dokumentieren kann. Auch hier bearbeitet er in 60 Minuten schriftliche Aufgabenstellungen.

### Abschlussprüfung
Am Ende der Ausbildung muss eine weitere Prüfung absolviert werden, die sich in zwei Teile gliedert. In den Prüfungsbereichen Mathematische Modelle und Methoden (135 Minuten), Softwareentwicklung und Programmierung (120 Minuten) sowie Wirtschafts- und Sozialkunde (60 Minuten) bearbeitet der Auszubildende schriftliche Aufgaben. Im Prüfungsbereich Entwicklung eines Softwaresystems erarbeitet der Auszubildende innerhalb von sieben Stunden ein Konzept für ein komplexes Softwaresystem, welches er anschließend in 28 Stunden realisiert. Den Abschluss der Prüfung bildet ein 30-minütiges Fachgespräch, in dem das entwickelte Softwaresystem thematisiert wird.
Die Prüfungsaufgaben werden von der ZPA Nord-West in Köln entwickelt. Sie stellt auch eine Musterprüfung zum Download zur Verfügung.

### Gewichtung der Prüfungsbereiche
Die Prüfungsbereiche werden wie folgt gewichtet:
| Prüfungsbereich                    | Gewichtung |
| ---------------------------------- | ---------- |
| Mathematische Methoden und Modelle | 25 Prozent |
| Softwareentwurf und Programmierung | 15 Prozent |
| Entwicklung eines Softwaresystems  | 50 Prozent |
| Wirtschafts- und Sozialkunde       | 10 Prozent |

## Ausbildung mit Studium
MATSE-Auszubildende können sich seit dem 1. September 2007 in den ausbildungsintegrierenden Bachelor-Studiengang „Scientific Programming“ an der Fachhochschule Aachen – Standort Jülich einschreiben. Dieser Studiengang integriert die Ausbildungsinhalte in effizienter Form, so dass nach sechs Semestern zeitnah mit dem Ausbildungsabschluss ein Bachelor of Science erworben werden kann. Der ausbildungsintegrierende Studiengang nutzt hierbei die Tatsache, dass die Ausbildungsfelder des Mathematisch-technischen Softwareentwicklers unter anderem mathematische Kompetenzen aus der Analysis oder der Lineare Algebra fordert, wie auch aus der Informatik (z. B. Objektorientierte Programmierung und Algorithmen).
Voraussetzung für das duale Studium ist das Abitur bzw. Fachhochschulreife und der unterschriebene Ausbildungsvertrag.
Die Ausbildungs- und Studienorte sind derzeit Aachen, Jülich und Köln.
Seit dem 1. September 2010 existiert ein vergleichbares Angebot auch am Ausbildungs- und Studienort in Köln.
Gute Absolventen können dann einen viersemestrigen, forschungsorientierten Masterstudiengang „Technomathematik“ an der FH Aachen, Standort Jülich absolvieren, der in Kooperation mit dem Forschungszentrum Jülich angeboten wird.
Neben dem grundlegenden Vorteil, eine fundierte Ausbildung mit einem Bachelor- bzw. Masterstudiengang koppeln zu können, profitiert der Bachelor-Studiengang von der intensiven praktischen Ausbildung in den Einrichtungen und Instituten der beteiligten Bildungs- und Forschungseinrichtungen.
Im Jahr 2018 ändert sich der Studiengangname von "Scientific Programming" in "Angewandte Mathematik und Informatik". Dies gilt ebenso für den konsekutiven Masterstudiengang an der FH Aachen.
Ab dem Wintersemester 2020/21 bietet die FernUniversität in Hagen einen Bachelorstudiengang "B.Sc.Mathematisch-technischen Softwareentwicklung" an.